# Stratus
Stratusi (st) so nizki oblaki. So nizkoležeča brezoblična oblačna plast, sivina, iz katere ne dežuje (kvečjemu prši). Pogosto je to dvignjena megla. Ime stratus izhaja iz latinščine in pomeni »razprostirati se«.

## Opis cirusnega oblaka
Lahko so vodeni ali sneženi. So siva oblačna plast z enotnim spodnjim robom. Včasih iz njih rosi ali rahlo sneži (ledene iglice ali zrnat sneg). Kadar skozenj vidimo Sonce, so obrisi Sonca jasno vidni. Pojavov halo ni. Včasih se pojavljajo v obliki raztrganih kosmov.

## Kako nastajajo?
- Nastajajo lahko kot posledica močne ohladitve zaradi sevanja toplote (nastaja visoka megla).
- Nastajajo tudi ob vzponskem drsenju zraka ob topli fronti - na mejni površini med toplimi in hladnimi zračnimi masami ob inverzijskih plasteh.